# Diego de Hevia (obispo de Oviedo)
Diego de Hevia (m. ca. 971), fue obispo de Oviedo entre 958/962 y 971/975. El primer obispo de la sede ovetense llamado Diego, era natural de Hevia —del cual era señor de la tercera parte— en el concejo asturiano de Siero, según consta en su testamento otorgado el 30 de marzo de 967. Ahí había edificado una iglesia bajo la advocación de San Félix y esta iglesia, y otra que tenía, la de san Pelayo, junto con Praramo, la villa donde esta estaba situada, legó en su testamento a la Catedral de San Salvador de Oviedo.
No se conoce el año exacto en que comenzó su episcopado. Según Manuel Risco fue en 962 mientras que Antonio Palomeque Torres considera más probable que fuese en 958. Este último historiador basa su hipótesis en cuatro diplomas reales, todas donaciones del rey Ordoño IV de León, confirmadas por un obispo llamado Diego. En el primer diploma, datado el 13 de noviembre de 958, confirma Diego como ouetense sedis (de la sede de Oviedo), mientras que en los tres restantes confirma Diego sin especificar la sede, aunque tratándose los cuatro documentos donaciones del mismo rey, supone que se trata del obispo de Oviedo y no sus coetáneos del mismo nombre que ocuparon las sedes de Orense y Valpuesta.
Vuelve a aparecer en la documentación en febrero de 961 y después el 30 de marzo de 967, fecha en que otorgó su testamento. El 1 de enero de 968 confirmó una donación de Elvira Ramírez y su sobrino, el rey Ramiro III de León, a favor de su tío, san Rosendo y del monasterio de Celanova. Confirmó tres escrituras en 971; una a finales de febrero y otras dos, ambas del 11 de mayo. Ya después de esta última fecha no vuelve a aparecer en ningún otro documento ni tampoco aparece otro obispo que rigiera la sede ovetense hasta marzo de 975 cuando ya aparece su sucesor, Bermudo y es posible que la silla de Oviedo estuvo vacante durante parte de esos años.
| Predecesor: Oveco | Obispo de Oviedo 958/962-971/975 | Sucesor: Bermudo I |